# كانتون (كونيتيكت)
كانتون (بالإنجليزية: Canton, Connecticut)‏ هي بلدة أمريكية تقع في الولايات المتحدة في كونيتيكت. يقدر عدد سكانها بـ 10,292 نسمة ومساحتها 64.8 كم2 وترتفع عن سطح البحر 121 متر.

## أعلام
- لوسيان بربور
- نواه بريمنغر
- داني هوفمان
- جيمس كاربنتر